# 劳斯莱斯银魂
劳斯莱斯银魂（Rolls-Royce Silver Wraith）是二战后劳斯莱斯公司生产的第一款轿车，生产基地位于英格兰西北部小镇克鲁。此款车型1946年至1959年在产。

## 型号

### 银魂4.5L
勞斯萊斯在1946年推出了第一個戰後汽車--Silver Wraith。 
銀幽靈的軸距127英寸，豪華轎車車身由著名的車身製造商，如Mulliner, Park Ward, James Young and Hooper。劳斯莱斯 Silver Wraith與賓利MK6共用4257cc側面排氣/架空進氣閥，直六引擎。 銀鬼魂也共用了手動變速箱和機械伺服輔助制動系統。修改後的銀色幽靈出現在1951年。 

### 银魂4.6L
除了更大的引擎容量，新的Silver Wraith大致保持不變，雖然現在有自動變速箱。
Silver Wraith的車身開始演變為更現代的風格，Lucas的P100頭燈開始改為小燈。 Silver Wraith 4.6 litre一直生產到1953年，Silver Wraith LWB則持續到1959年。

### 银魂LWB
擁有133英寸軸距的Silver Wraith LWB成為道路上最大的汽車之一（不包括Phantom IV）。遵循標準Silver Wraith的生產發展，使用與1945年Silver Cloud同樣的4887cc引擎。
Silver Wraith LWB到1959年時，改為新V8引擎的Phantom V 

## 图片

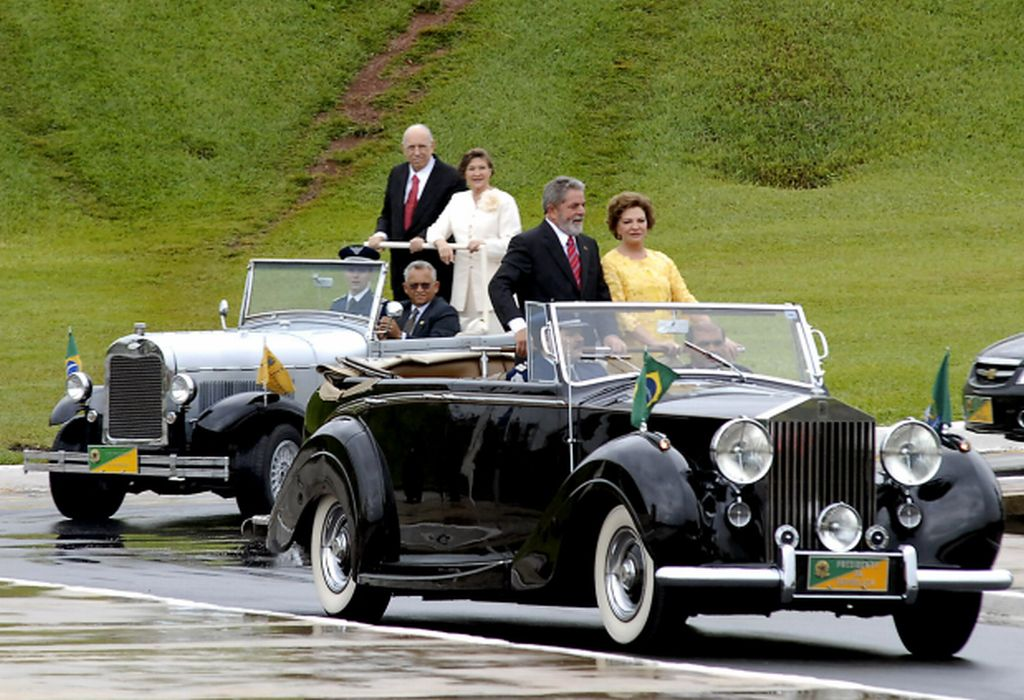
巴西总统在重要仪式使用的国事用车是1958年的劳斯莱斯银魂。
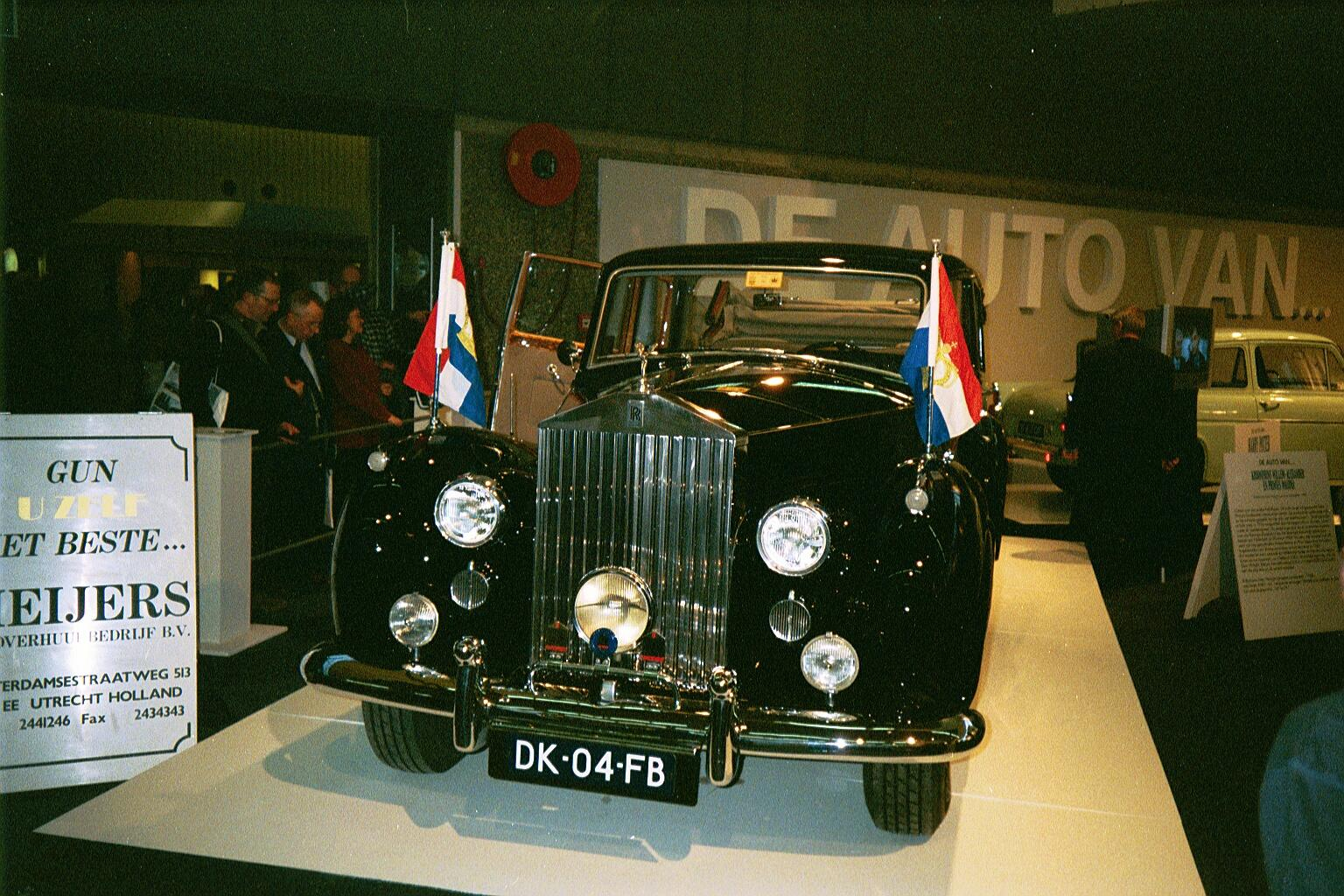
荷兰朱丽安娜女王的劳斯莱斯银魂
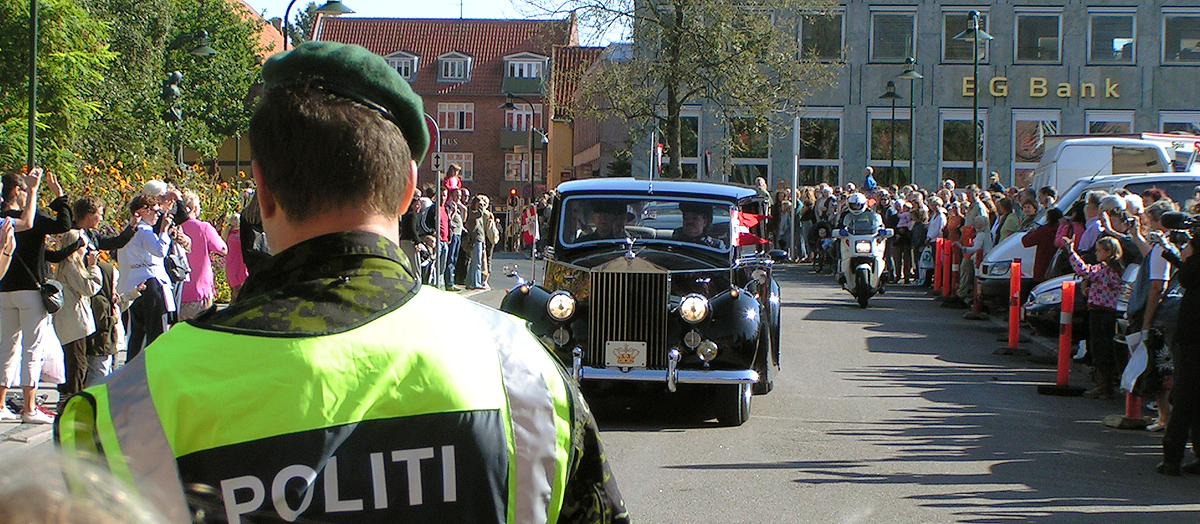
丹麦女王的劳斯莱斯银魂在罗斯基勒.
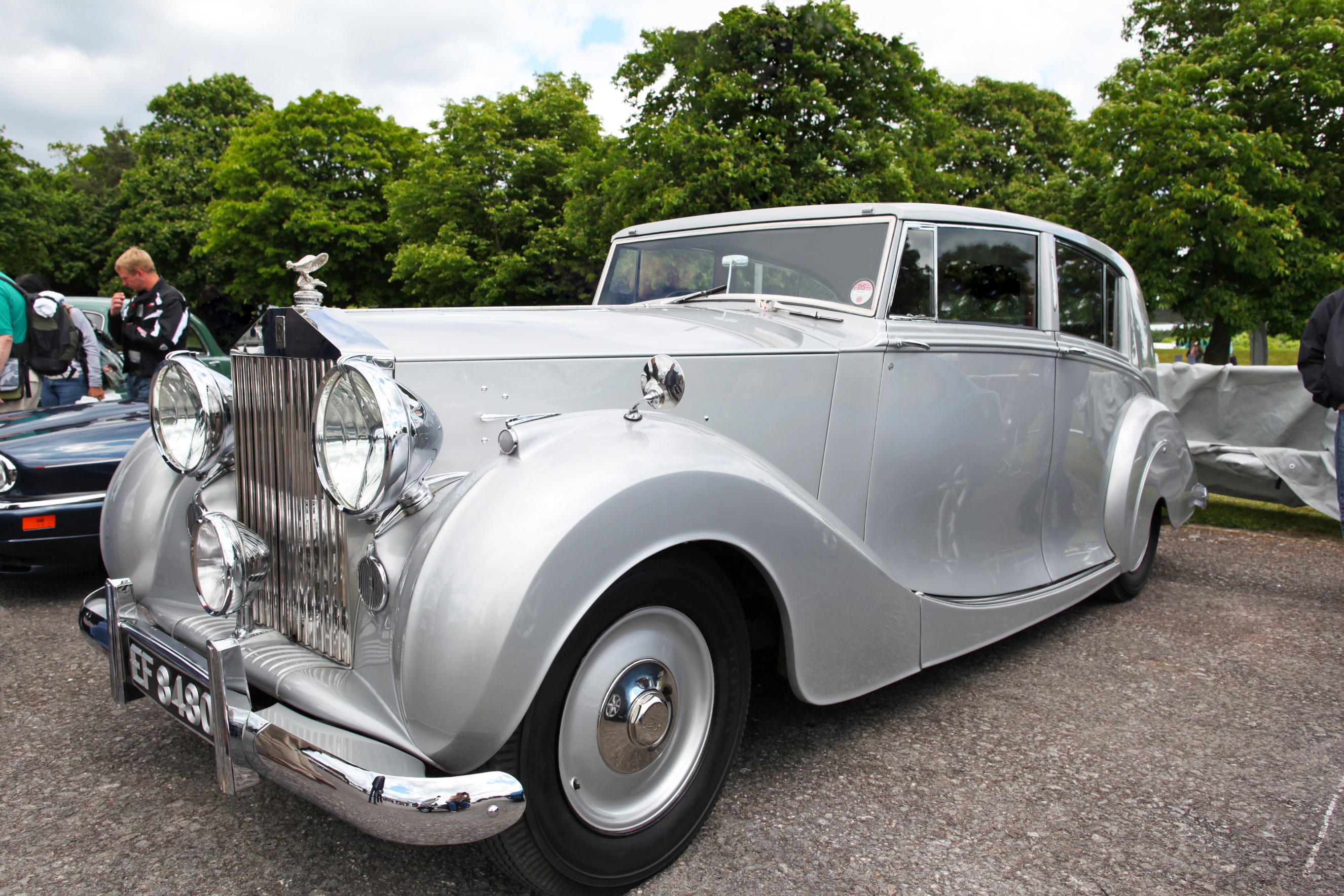
劳斯莱斯银魂